# La isla de los famosos (programa de televisión colombiano)
La isla de los famosos (también estilizado como La isla de los famoS.O.S.) es un programa de televisión colombiano, perteneciente al género de telerrealidad, emitido por el Canal RCN desde el año 2004. Se trata de una versión del formato de origen sueco Expedition Robinson, creado por el productor británico Charlie Parsons en 1997. Desde su lanzamiento original, se han transmitido cuatro ediciones, entre 2004 y 2007, anunciando el inicio de un nuevo ciclo para el año 2023. Esta es la segunda adaptación del concurso realizada en Colombia, luego de que Caracol Televisión fuese la primera cadena en obtener los derechos de la franquicia y desarrollara dos temporadas de Expedición Robinson, en 2001 y 2002.
El presentador principal, a lo largo de las cuatro primeras temporadas del reality, fue el periodista Pirry. A partir de la quinta edición, el motociclista Tatán Mejía es el encargado de conducir el programa, destacando el hecho de haber sido finalista de la cuarta entrega del formato. La premisa del concurso se centra en un grupo específico de celebridades que son abandonadas en una isla alejada del territorio nacional, con el propósito de evaluar su forma de sobrevivir ante las adversidades, mientras son sometidas a una serie de pruebas con alta exigencia física, cuyas eliminaciones semanales van definiendo a los dos participantes más sobresalientes de la competencia, quienes tienen la oportunidad de disputar el codiciado premio económico que viene como recompensa. Los procesos de filmación se han llevado a cabo en destinos como República Dominicana, Panamá y Honduras.

## Equipo del programa

### Presentadores
| Presentador     | Temporadas | Temporadas | Temporadas | Temporadas | Temporadas |
| Presentador     | 1          | 2          | 3          | 4          | 5          |
| --------------- | ---------- | ---------- | ---------- | ---------- | ---------- |
| Pirry           |            |            |            |            |            |
| Katherine Porto |            |            |            |            |            |
| Ana Karina Soto |            |            |            |            |            |
| Natalia Jerez   |            |            |            |            |            |
| Tatán Mejía     |            |            |            |            |            |

## Formato
Al igual que en la versión original sueca, La isla de los famosos sigue a un número reducido de participantes, en este caso celebridades, los cuales son distribuidos en dos o más tribus y abandonados en un lugar remoto. Allí, deben ingeniar la manera de sobrevivir ante las adversidades que supone habitar un espacio aislado de las comodidades a las que se encuentran acostumbrados y, para ello, se enfrentan a diversos retos, tanto físicos como mentales, con el propósito de obtener recompensas grupales o individuales, además de asegurar la preciada inmunidad, que les permite continuar con vida dentro del juego. Los concursantes que pierden la prueba de salvación son obligados a asistir al Concejo Tribal, una especie de asamblea donde la tribu sentenciada emite votos secretos para eliminar a uno de sus jugadores.
La fase final de la competencia inicia cuando los últimos náufragos que permanecen en la isla son reunidos en una única tribu, comenzando con la denominada "fusión". En esta etapa, los equipos desaparecen, obligando a los participantes a enfrentarse entre ellos individualmente para ganar la inmunidad. La persona que consigue ganar dicho desafío queda exenta de ser eliminada durante el siguiente Concejo Tribal. Los competidores que salen del programa a lo largo la fusión se convierten automáticamente en jurados del Concejo Tribal Final, donde, por medio de sus apreciaciones acerca de los dos finalistas, eligen al ganador de la temporada, que recibe el título de "Único sobreviviente" y un premio de, generalmente, COL$ $300 000 000.

## Ediciones

### La isla de los famosos (2004)
Durante el año 2004, un grupo de 18 famosos fue convocado para competir en la primera edición colombiana de La isla de los famosos, que resultó como adaptación del mundialmente reconocido programa Expedition Robinson, originado en Suecia en 1997. Una vez en el lugar de locación, las celebridades fueron divididas en dos tribus: Itze y Chel, con el objetivo de adaptarse y sobrevivir ante las adversidades existentes una isla abandonada. El participante que logró superar con éxito todas las competencias de resistencia y agilidad propuestas por el formato, recibió un premio de COL$ 300 000 000. La ganadora de la temporada fue la actriz y presentadora María Cecilia Sánchez. El índice de audiencia promedio del programa fue de 10,9 puntos (en la categoría de rating personas).
A continuación, se presenta la lista de concursantes oficiales que participaron en esta versión del reality show:
| Lugar | Concursante                                            | Procedencia                   | Tribu original | Resultado     |
| ----- | ------------------------------------------------------ | ----------------------------- | -------------- | ------------- |
| 1     | María Cecilia Sánchez Actriz, bailarina y presentadora | Santander de Quilichao, Cauca | Chel           | Ganadora      |
| 2     | Lucas Jaramillo Diseñador                              | Bogotá, D.C.                  | Chel           | Finalista     |
| 3     | Iván René Valenciano Exfutbolista                      | Barranquilla, Atlántico       | Itze           | Semifinalista |
| 4     | Pedro Palacio Actor                                    | Barranquilla, Atlántico       | Itze           | Eliminados    |
| 5     | José Ordóñez Humorista                                 | Bucaramanga, Santander        | Itze           |               |
| 6     | María Fernanda Yepes Actriz y modelo                   | Medellín, Antioquia           | Chel           |               |
| 7     | Martha Isabel Bolaños Actriz                           | Cali, Valle del Cauca         | Itze           |               |
| 8     | Marcela Agudelo Actriz                                 | Buenos Aires, Argentina       | Chel           |               |
| 9     | Luis Eduardo Díaz Exconcejal                           | Bogotá, D.C.                  | Itze           |               |
| 10    | Rafael Poveda Presentador                              | Bucaramanga, Santander        | Itze           |               |
| 11    | Bianca Arango Actriz y modelo                          | Nueva Jersey, Estados Unidos  | Chel           |               |
| 12    | Adriana Riascos Modelo                                 | Yotoco, Valle del Cauca       | Chel           |               |
| 13    | Santiago Moure Humorista                               | Bogotá, D.C.                  | Itze           |               |
| 14    | Sandra Muñoz Modelo, actriz y presentadora             | Manizales, Caldas             | Chel           |               |
| 15    | Roberto Cano Actor                                     | Bogotá, D.C.                  | Itze           |               |
| 16    | Angelly Moncayo Actriz                                 | Cali, Valle del Cauca         | Chel           |               |
| 17    | Norma Nivia Modelo y actriz                            | Líbano, Tolima                | Chel           |               |
| 18    | Jorge Cárdenas Actor                                   | Cali, Valle del Cauca         | Itze           |               |

### La isla de los famosos: Una aventura pirata (2005)
El nombre que tomó esta edición se encuentra inspirado en las experiencias y travesías que vivieron los piratas en su momento. La filmación ocurrió en Panamá, epicentro donde 20 concursantes, divididos en los clanes Morgan y Drake, pusieron a prueba sus habilidades con el objetivo de convertirse en el vencedor y llevarse consigo la recompensa monetaria ofrecida al final del juego. Las pruebas aumentaron su dificultad, lo que ocasionó que cada tribu contara con una especie de capitán, papel desempeñado por los dos finalistas de la temporada anterior. Por otra parte, se inauguró La isla del muerto, un espacio en el que los eliminados podían enfrentarse entre ellos para seguir optando por ganar el premio. A lo largo de la competencia, los participantes tuvieron la libertad de elegir las estrategias que creyeran convenientes para alcanzar sus objetivos, aunque pudieran ser catalogadas, en diversas ocasiones, como "trampa". El ganador fue el exfutbolista Leonel Álvarez. La audiencia promedio fue de 9,3 puntos de rating personas.
En la siguiente tabla se encuentran los concursantes que integraron esta versión del formato y el clan al que perteneció cada uno de ellos:
| Lugar | Concursante                            | Procedencia                  | Clan original | Resultado                               |
| ----- | -------------------------------------- | ---------------------------- | ------------- | --------------------------------------- |
| 1     | Leonel Álvarez Exfutbolista            | Remedios, Antioquia          | Morgan        | Ganador                                 |
| 2     | Dexter Hamilton Cantante               | Cartagena de Indias, Bolívar | Morgan        | Finalista                               |
| 3     | José Piñeres Actor                     | —                            | Drake         | Semifinalista Último miembro del jurado |
| N/A   | Carolina Betancourt Actriz             | Bogotá, D.C.                 | Morgan        | Eliminados Miembros del jurado          |
| N/A   | Javier Jattin Actor y modelo           | Barranquilla, Atlántico      | Morgan        | Eliminados Miembros del jurado          |
| N/A   | Jimena Ángel Cantante y actriz         | Bogotá, D.C.                 | Morgan        | Eliminados Miembros del jurado          |
| N/A   | Renata González Modelo y actriz        | Chaparral, Tolima            | Morgan        | Eliminados Miembros del jurado          |
| N/A   | Ricardo "El Gato" Pérez Exfutbolista   | Bogotá, D.C.                 | Drake         | Eliminados Miembros del jurado          |
| N/A   | René Higuita Exfutbolista              | Medellín, Antioquia          | Drake         | Eliminados Miembros del jurado          |
| N/A   | Juan Cardona Director y productor      | —                            | Morgan        | Eliminados                              |
| N/A   | María Mónica Urbina Exreina de belleza | Riohacha, La Guajira         | Morgan        | Eliminados                              |
| N/A   | Nicolás Reyes Actor                    | —                            | Morgan        | Eliminados                              |
| N/A   | Rosemary Bohórquez Actriz              | Bogotá, D.C.                 | Morgan        | Eliminados                              |
| N/A   | Alberto "Beto" Arango Actor            | Bogotá, D.C.                 | Drake         | Eliminados                              |
| N/A   | Carolina Jaramillo Actriz              | Medellín, Antioquia          | Drake         | Eliminados                              |
| N/A   | José Simmons Mago                      | —                            | Drake         | Eliminados                              |
| N/A   | Lorena Meritano Actriz                 | Concordia, Argentina         | Drake         | Eliminados                              |
| N/A   | Nataly Umaña Actriz                    | Ibagué, Tolima               | Drake         | Eliminados                              |
| N/A   | Vicky Rueda Actriz                     | Palmira, Valle del Cauca     | Drake         | Eliminados                              |
| N/A   | Viña Machado Actriz y modelo           | Santa Marta, Magdalena       | Drake         | Eliminados                              |

### La isla de los famosos: La gran apuesta (2005)
Una serie de inconvenientes con la empresa Coral Films en Panamá provocó que el Canal RCN acelerara el final de La isla de los famosos: Una aventura pirata, obligando al equipo de producción a utilizar otras locaciones con el fin de desarrollar, lo antes posible, una nueva adaptación del concurso. De esta manera, surgió La gran apuesta, una temática completamente novedosa, en la que se reunieron los mejores participantes de las anteriores temporadas. La supervivencia de los competidores se basó en el azar, debido a que cada uno de ellos contó con una suma de dinero base para apostar y jugar en los diferentes retos. El ganador de la edición fue el diseñador Lucas Jaramillo, quien previamente había ocupado el segundo lugar en La isla de los famosos (2004). El índice promedio de audiencia fue de 9,7 puntos de rating personas.
| Lugar | Concursante                                                     | Procedencia                  | Resultado  |
| ----- | --------------------------------------------------------------- | ---------------------------- | ---------- |
| 1     | Lucas Jaramillo La isla de los famosos                          | Bogotá, D.C.                 | Ganador    |
| 2     | René Higuita La isla de los famosos: Una aventura pirata        | Medellín, Antioquia          | Finalista  |
| N/A   | Adriana Riascos La isla de los famosos                          | Yotoco, Valle del Cauca      | Eliminados |
| N/A   | Bianca Arango La isla de los famosos                            | Nueva Jersey, Estados Unidos | Eliminados |
| N/A   | Carolina Betancourt La isla de los famosos: Una aventura pirata | Bogotá, D.C.                 | Eliminados |
| N/A   | Dexter Hamilton La isla de los famosos: Una aventura pirata     | Cartagena de Indias, Bolívar | Eliminados |
| N/A   | Iván René Valenciano La isla de los famosos                     | Barranquilla, Atlántico      | Eliminados |
| N/A   | Leonel Álvarez La isla de los famosos: Una aventura pirata      | Remedios, Antioquia          | Eliminados |
| N/A   | Pedro Palacio La isla de los famosos                            | Barranquilla, Atlántico      | Eliminados |
| N/A   | Viña Machado La isla de los famosos: Una aventura pirata        | Santa Marta, Magdalena       | Eliminados |

### La isla de los famosos: Una aventura maya (2007)
En Honduras, la cultura maya se encargó de distribuir a 24 participantes, 12 famosos y 12 desconocidos, en cuatro tribus completamente diferentes: Chiccan, Chuen, Imix y Manik. Los concursantes se vieron en la necesidad de fusionarse para trabajar en equipo y lograr, de esta manera, la construcción de una nueva sociedad maya. Lo distintivo de esta temporada radica en el hecho de que, pese a ser divididos en cuatro grupos de 6 integrantes, los participantes tuvieron que competir en parejas, las cuales debían cumplir con dos requisitos principales: estar compuestas por un hombre y una mujer, y ser conformada mediante la unión de una celebridad y una persona anónima. Finalmente, el triunfador fue el humorista José Javier Ramírez, conocido popularmente como "Chócolo".
| Lugar | Concursante                                                          | Edad | Procedencia                   | Tribu original | Resultado                               |
| ----- | -------------------------------------------------------------------- | ---- | ----------------------------- | -------------- | --------------------------------------- |
| 1     | José Javier Ramírez "Chócolo" Humorista                              | 36   | Apía, Risaralda               | Imix           | Ganador                                 |
| 2     | Tatán Mejía Corredor de Freestyle Motocross                          | 21   | Manizales, Caldas             | Chuen          | Finalista                               |
| 3     | Maleja Restrepo Presentadora, Modelo, Actriz e Influencer colombiana | 21   | Cali, Valle del Cauca         | Chuen          | Semifinalista Último miembro del jurado |
| N/A   | Carlos Enrique Álvarez Persona no famosa                             | 37   | Medellín, Antioquia           | Chiccan        | Eliminados Miembros del jurado          |
| N/A   | Claudia Hichster Modelo                                              | 27   | Cúcuta, Norte de Santander    | Manik          | Eliminados Miembros del jurado          |
| N/A   | Helver Emir Hernández Persona no famosa                              | 27   | Pereira, Risaralda            | Chiccan        | Eliminados Miembros del jurado          |
| N/A   | Juan del Mar Chef                                                    | 36   | Cartagena de Indias, Bolívar  | Imix           | Eliminados Miembros del jurado          |
| N/A   | Nelson Bedoya Persona no famosa                                      | 32   | Medellín, Antioquia           | Manik          | Eliminados Miembros del jurado          |
| N/A   | Toya Montoya Publicista y exreina de belleza                         | 22   | Santa Marta, Magdalena        | Chiccan        | Eliminados Miembros del jurado          |
| N/A   | Catherine Mira Actriz                                                | 25   | Medellín, Antioquia           | Chiccan        | Eliminados                              |
| N/A   | Mimi Soto Locutora                                                   | 25   | Montería, Córdoba             | Chuen          | Eliminados                              |
| N/A   | David Vergara Persona no famosa                                      | 39   | Cali, Valle del Cauca         | Chuen          | Eliminados                              |
| N/A   | Rosita Guzmán Persona no famosa                                      | 24   | Bogotá, D.C.                  | Chuen          | Eliminados                              |
| N/A   | Ana Karina Soto Presentadora                                         | 26   | Ocaña, Norte de Santander     | Manik          | Eliminados                              |
| N/A   | Nadia Ramírez Persona no famosa                                      | 27   | Medellín, Antioquia           | Manik          | Eliminados                              |
| N/A   | Leonardo Lara Persona no famosa                                      | 36   | —                             | Manik          | Eliminados                              |
| 17    | Juliana Gómez Persona no famosa                                      | 22   | Pereira, Risaralda            | Imix           | Eliminados                              |
| 18    | Luis Fernando Salas Actor                                            | 32   | Cali, Valle del Cauca         | Manik          | Eliminados                              |
| 19    | Jeymmy Paola Vargas Actriz y exreina de belleza                      | 23   | Cartagena de Indias, Bolívar  | Chiccan        | Eliminados                              |
| 20    | Jhon Carlos Charrupi Persona no famosa                               | 22   | Cali, Valle del Cauca         | Chiccan        | Eliminados                              |
| 21    | Joe Carvajal Músico                                                  | 28   | Montería, Córdoba             | Chuen          | Eliminados                              |
| 22    | Érika Hernández Persona no famosa                                    | 26   | Barranquilla, Atlántico       | Imix           | Eliminados                              |
| 23    | Osman López Exfutbolista                                             | 36   | Buenaventura, Valle del Cauca | Imix           | Eliminados                              |
| 24    | Carolina Russi Persona no famosa                                     | 26   | Medellín, Antioquia           | Imix           | Eliminados                              |

### Survivor: La isla de los famosos (2023)
Más de 15 años después de haberse transmitido el episodio final de Una aventura maya, el Canal RCN llegó a un acuerdo con la compañía Banijay Rights para producir una nueva versión de La isla de los famosos, bajo el nombre de Survivor, título que recibió, en un principio, la adaptación estadounidense de Expedition Robinson. En esta oportunidad, fueron 22 celebridades, entre músicos, actores, comediantes y creadores de contenido, quienes asumieron el reto de dejar a un lado sus comodidades para probar su capacidad de resistir ante la escasez. En la segunda etapa del programa, ingresaron 3 nuevos participantes, como refuerzo ante las renuncias llevadas a cabo por algunos náufragos durante los primeros días de competencia. El estreno oficial ocurrió el 23 de enero de 2023.
Los concursantes convocados fueron los siguientes:
| Lugar | Concursante                                      | Edad | Procedencia                  | Tribu original | Resultado                               |
| ----- | ------------------------------------------------ | ---- | ---------------------------- | -------------- | --------------------------------------- |
| 1     | Juan del Mar * Chef LIdlF: Una aventura maya     | 52   | Cartagena de Indias, Bolívar | Espartos       | Ganador                                 |
| 2     | Camilo Pardo Mago y comediante                   | 30   | Bogotá, D.C.                 | Espartos       | Finalista                               |
| 3     | Aco Pérez Actor                                  | 38   | Valledupar, Cesar            | Espartos       | Finalista                               |
| 4     | Juan Palau Cantante y actor                      | 29   | Bogotá, D.C.                 | Koi            | Semifinalista Último miembro del jurado |
| 5     | Eléider Álvarez Boxeador                         | 38   | Apartadó, Antioquia          | Espartos       | Eliminados Miembro del jurado           |
| 6     | Catalina Londoño Actriz                          | 42   | Cartagena de Indias, Bolívar | Amazonas       | Eliminados Miembro del jurado           |
| 7     | Federico Rivera Actor                            | 48   | Medellín, Antioquia          | Espartos       | Eliminados Miembro del jurado           |
| 8     | Tania Valencia * Modelo y actriz                 | 32   | Cali, Valle del Cauca        | Amazonas       | Eliminados Miembro del jurado           |
| 9     | Margarita Reyes Actriz                           | 36   | Bogotá, D.C.                 | Amazonas       | Retirada Miembro del jurado             |
| 10    | Linna Real Atleta profesional                    | 34   | Cali, Valle del Cauca        | Koi            | Eliminados Miembros del jurado          |
| 11    | Leonardo Morán Chef                              | 40   | Cúcuta, Norte de Santander   | Koi            | Eliminados Miembros del jurado          |
| 12    | Wilder Medina Exfutbolista                       | 41   | Puerto Nare, Antioquia       | Espartos       | Eliminados                              |
| 13    | Catherine Mira * Actriz LIdlF: Una aventura maya | 41   | Medellín, Antioquia          | Koi            | Eliminados                              |
| 14    | Paola Usme Creadora de contenido                 | 29   | Medellín, Antioquia          | Amazonas       | Eliminados                              |
| 15    | Diana Gil Presentadora y locutora                | 41   | Bogotá, D.C.                 | Amazonas       | Eliminados                              |
| 16    | Valentina Taguado Creadora de contenido          | 29   | Bogotá, D.C.                 | Amazonas       | Eliminados                              |
| 17    | Camilo Sánchez Comediante                        | 26   | Bogotá, D.C.                 | Koi            | Eliminados                              |
| 18    | Yina Gallego Cantante                            | 40   | Medellín, Antioquia          | Amazonas       | Eliminados                              |
| 19    | Sara Uribe Modelo y presentadora                 | 32   | Medellín, Antioquia          | Amazonas       | Eliminados                              |
| 20    | Marcela Reyes DJ y creadora de contenido         | 33   | Armenia, Quindío             | Amazonas       | Retirada                                |
| 21    | Macnelly Torres Exfutbolista                     | 38   | Barranquilla, Atlántico      | Espartos       | Abandona                                |
| 22    | Juan Carlos Arango Actor                         | 58   | Cali, Valle del Cauca        | Koi            | Eliminado                               |
| 23    | Tania Robledo Actriz                             | 45   | Ciudad de México             | Koi            | Retirada                                |
| 24    | Mateo Carvajal Deportista                        | 30   | Medellín, Antioquia          | Espartos       | Abandona                                |
| 25    | Manuela Gómez Empresaria                         | 33   | Medellín, Antioquia          | Koi            | Abandona                                |

Notas
(*) Participantes que ingresaron al programa como sustitución de los concursantes que renunciaron.

## Resumen
| Temporada | Título                                      | Locación                           | Tribus originales                                                                         | Ganador               | Finalista              | Votación final                    |
| --------- | ------------------------------------------- | ---------------------------------- | ----------------------------------------------------------------------------------------- | --------------------- | ---------------------- | --------------------------------- |
| 1         | La isla de los famosos                      | Los Haitises, República Dominicana | Dos tribus (Itze y Chel) de nueve jugadores.                                              | María Cecilia Sánchez | Lucas Jaramillo        | 67%–33%                           |
| 2         | La isla de los famosos: Una aventura pirata | Archipiélago de las Perlas, Panamá | Dos clanes (Morgan y Drake) de diez jugadores.                                            | Leonel Álvarez        | Dexter Hamilton        | 5–2                               |
| 3         | La isla de los famosos: La gran apuesta     |                                    |                                                                                           | Lucas Jaramillo       | René Higuita           |                                   |
| 4         | La isla de los famosos: Una aventura maya   | Cayos Cochinos, Honduras           | Cuatro tribus (Chiccan, Chuen, Imix y Manik) de seis jugadores.                           | José Javier Ramírez   | Tatán Mejía            | 4–3                               |
| 5         | Survivor: La isla de los famosos            | Isla Saona, República Dominicana   | Una tribu (Amazonas) de ocho jugadores, y dos tribus (Espartos y Koi) de siete jugadores. | Juan del Mar          | Camilo Pardo Aco Perez | 4 (Juan del Mar) 3 (Camilo Pardo) |

## Premios y nominaciones

### Premios India Catalina
| Año  | Categoría                    | Nominado(a)            | Resultado | Ref.   |
| ---- | ---------------------------- | ---------------------- | --------- | ------ |
| 2005 | Mejor programa de variedades | La isla de los famosos | Nominado  | [ 36 ] |